# Свит Свитбэк: Песня мерзавца
«Свит Свитбэк: Песня мерзавца» (англ. Sweet Sweetback’s Baadasssss Song) — американский независимый криминальный драматический фильм Мелвина Ван Пиблза 1971 года. Ван Пиблз также написал сценарий, продюсировал и сыграл главную роль. Фильм называют основателем жанра блэксплотейшн.

## Сюжет
Чернокожий мальчик-сирота нашёл себе приют в одном из борделей Лос-Анджелеса. Повзрослев, Свитбэк стал выступать в секс-шоу. Однажды ночью к ним в публичный дом пришли двое белых полицейских. Офицеры хотели поскорее завершить расследование убийства, но не знали кто преступник. Для отчёта перед своим начальством они решили арестовать Свитбэка. Тот посидит в тюрьме какое-то время, а затем его отпустят за отсутствием улик. По дороге в полицейский участок офицеры задерживают некоего Му-Му, члена «Чёрных пантер». Полицейские принимаются избивать задержанного. Свитбэк не выдерживает и заступается за этого молодого парня, избивая офицеров. Свитбэк и Му-Му скрываются.
На следующий день Свитбэк возвращается в публичный дом за помощью, но его начальник Битл отказывает, опасаясь, что Свитбэк принесёт беду остальным работникам. Здесь же полицейские арестовывают Свитбэка. Они избивают его, пытаясь узнать, где скрывается Му-Му. Свитбэка спасают люди из общины, поджигая полицейский автомобиль. Свитбэк навещает свою старую подругу, которая помогает ему снять наручники. Далее Свитбэк отправляется к священнику, но тот опасается ему помогать, так как боится давления со стороны правоохранителей.
Свитбэк встречается с Му-Му, и чернокожие гангстеры помогают им выбраться из города. За городом Свитбэк и Му-Му ночуют в заброшенном здании, которое оказывается базой «Ангелов ада». Байкеры вызывают Свитбэка на дуэль, но, обнаружив, что лидер байкеров женщина, он выбирает в качестве оружия секс. Свитбэк и Му-Му прячутся в другом здании, но туда наведываются полицейские. Свитбэку удаётся одолеть их. Появляется чернокожий байкер из «Драконов Восточного Залива». Он должен вывезти Свитбэка в Мексику, но тот уступает своё место раненому Му-Му.
Полиция обеспокоена чернокожими беглыми преступниками. За Свитбэком отправляется погоня. Свитбэк тем временем различными путями пробирается всё дальше на юг штата, натыкаясь по пути на коммуну хиппи. В какой-то момент за ним пускают собак, но Свитбэку удаётся справиться с ними в районе реки Тихуана. Свитбэк переходит реку и оказывается в Мексике.

## В ролях
- Мелвин Ван Пиблз[англ.] — Свитбэк
- Хьюберт Скейлс — Му-Му
- Джон Дуллаган — Комиссар
- Саймон Чакстер — Битл
- Джон Эймос — байкер
- Марио Ван Пиблз — Свитбэк в детстве

## Производство
Чернокожий кинорежиссёр Мелвин Ван Пиблз снял для Columbia Pictures фильм «Человек-арбуз» (1970). Это была комедия о белом страховом агенте, который однажды утром обнаружил, что проснулся чернокожим. Фильм высмеивал белых либералов. Во время съёмок Ван Пиблз попытался переписать сценарий, чтобы добавить в фильм чернокожей самоидентичности. Этому воспротивился сценарист Херман Раукер, который списал сценарий со своих друзей и считал, что фильм должен быть пародией на либеральную культуру. «Человек-арбуз» имел успех, и студия предложила режиссёру контракт ещё на три фильма.
Ван Пиблз вынашивал идею фильма про чернокожих, однако финансировать такое кино в Голливуде никто не стал бы, поэтому он начал снимать свой фильм самостоятельно на свои деньги. Часть денег он взял в долг у Билла Косби. Ван Пиблз сам сыграл главную роль, так как никого не смог на неё найти. Часть съёмочной группы не имела никакого соответствующего опыта. Ван Пиблз сам исполнял все трюки и, как сообщалось, в некоторых постельных сценах был несимулированный секс. Съёмки фильма длились 19 дней. Музыку к фильму исполнила тогда ещё никому неизвестная группа Earth, Wind & Fire. Секретарша Ван Пиблза встречалась с одним из участников группы и уговорила режиссёра послушать этих музыкантов.

## Выпуск
Первоначально фильм вышел только в двух кинотеатрах. 31 марта 1971 года состоялась премьера в Детройте, а 2 апреля в Атланте. В общем же итоге фильм собрал в прокате более 15 миллионов долларов.
Критики неоднозначно приняли фильм. Стивен Холден из The New York Times назвал фильм «инновационным, но в то же время политически провокационным». На сайте Rotten Tomatoes рейтинг «свежести» фильма составляет 74 %. Концовка фильма была неожиданной для чернокожей публики, так как чернокожий главный герой не погибал от рук полиции, что было обычным делом для чернокожих «в бегах» в прошлых фильмах. Фильм похвалили «Чёрные пантеры».

## Значение
Фильм оказал большое влияние на афроамериканский кинематограф. Журнал Variety приписывает фильму создание жанра блэксплотейшн. Кинокритик Роджер Эберт со своей стороны не относит этот фильм к эксплуатационному кино.
Марио Ван Пиблз, сын Мелвина Ван Пиблза, в 2004 году выпустил фильм «Мерзавец», где сыграл своего отца. Фильм повествует о съёмках фильма «Свит Свитбэк: Песня мерзавца». Этот фильм не имел коммерческого успеха, но был хорошо принят критиками.